# Indicatif régional 607

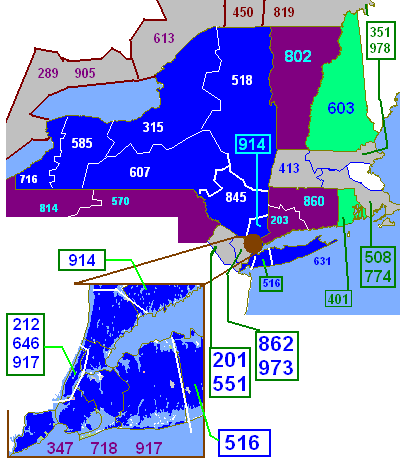
Carte de l'État de New York (en bleu) avec les territoires de ses indicatifs régionaux.

L'indicatif régional 607 est l'un des multiples indicatifs téléphoniques régionaux de l'État de New York aux États-Unis.
Cet indicatif dessert une région de l'État en bordure de l'État de Pennsylvanie.
La carte ci-contre indique le territoire couvert par l'indicatif 607.
L'indicatif régional 607 fait partie du plan de numérotation nord-américain.

## Comtés desservis par l'indicatif
- Une partie d'Allegany
- Une partie de Schoharie
- Broome
- Chemung
- Chenango
- Cortland
- Delaware
- Otsego
- Schuyler
- Steuben
- Tioga
- Tompkins
- Yates

## Principales villes desservies par l'indicatif
- Binghamton
- Corning
- Cortland
- Elmira
- Hornell
- Ithaca
- Norwich
- Oneonta
- Waverly